# 新乡土诗派
“新乡土诗派”运动是1987年由江堤、彭国梁、陈惠芳等湖南诗人发起的诗歌运动。
新乡土诗派在描写风土人情艺术手法的基础之上，以家园乡土文化为诗歌的精神源泉，创立了自己的诗歌风格。
在新乡土诗歌运动的十多年历史中，他们出版了《世纪末的田园》、《家园守望者》、《新乡土诗派作品选》等新乡土诗派的诗歌刊物和作品，以及各种个人诗歌作品专集。

## 相关连接
- 中国诗歌库
- 中国诗歌史 （页面存档备份，存于）